# Simcheon-myeon
Simcheon-myeon (koreanska: 심천면) är en socken i kommunen Yeongdong-gun i provinsen Norra Chungcheong i den centrala delen av Sydkorea, 160 km sydost om huvudstaden Seoul.